# Rudder (logiciel)
Pour les articles homonymes, voir Rudder.
Rudder est un logiciel libre de configuration automatique de serveurs (ou gestion de parc informatique). Il se veut simple d'utilisation, orienté web et applique un raisonnement dirigé par les rôles. Il s'appuie sur des agents légers installés localement sur chaque machine gérée.
Développé à partir de 2010 et publié en open source en octobre 2011 par la société Normation. Son interface graphique côté serveur est développée en Scala et son agent de configuration en C. Il est publié sous la licence libre GNU General Public License 3.0.

## Historique
Rudder a été créé par les fondateurs de la société Normation et la première version a été publiée sous licence libre en octobre 2011.
La dernière version majeure, Rudder 8.0, a été publiée en novembre 2023.

## Plateformes supportées
Le serveur central Rudder peut être installé sur les systèmes d'exploitation suivants :
- Debian GNU/Linux 11 et 12
- Ubuntu 22.04 LTS et 24.04 LTS
- Red Hat Enterprise Linux (et dérivés) 8 et 9
- SUSE Linux Enterprise 15 SP4+
- Amazon Linux 2023

Les agents de configuration Rudder peuvent être installés depuis des paquets sur les systèmes d'exploitation suivants :
- Debian GNU/Linux 11 et 12
- Ubuntu 20.04 LTS, 22.04 LTS et 24.04 LTS
- Red Hat Enterprise Linux (et dérivés) 8 et 9
- SUSE Linux Enterprise 15 SP4+
- Amazon Linux 2023

L'acquisition d'une licence permet d'installer l'agent sur plus de systèmes, notamment Microsoft Windows.